# Feeding Frenzy
Feeding Frenzy est un jeu vidéo d'action développé et édité par PopCap Games, sorti en 2004 sur Windows, Mac, Xbox 360 et téléphone mobile.
Il a pour suite Feeding Frenzy 2: Shipwreck Showdown.

## Système de jeu
Le joueur incarne un prédateur marin qui doit se nourrir d'autres poissons.